# Nguyễn Quang Hồng
Nguyễn Quang Hồng (tên gọi khác: Quảng Nguyên; sinh năm 1940) là nhà nghiên cứu Hán Nôm Việt Nam, được tặng: Giải thưởng Hồ Chí Minh về Khoa học Công nghệ (lĩnh vực Khoa học xã hội) vào năm 2022;  Giải thưởng Nhà nước về Khoa học Công nghệ (lĩnh vực Khoa học xã hội) năm 2017. Ông là Giáo sư, Tiến sĩ khoa học ngành Ngữ văn, chuyên ngành Ngôn ngữ học, từng giữ chức Phó Viện trưởng Viện nghiên cứu Hán Nôm (1986-1991). Các công trình nổi bật nhất của ông là Tự điển Chữ Nôm dẫn giải và Khái luận văn tự học chữ Nôm.

## Tiểu sử
Nguyễn Quang Hồng sinh ngày 1 tháng 10 năm 1940, quê tại xã Duy Trung, huyện Duy Xuyên, tỉnh Quảng Nam.
Tốt nghiệp phổ thông hạng ưu (1959), ông được cử sang Trung Quốc học tại trường Đại học Bắc Kinh, chuyên về Ngôn ngữ học. Tốt nghiệp vào năm 1965, Nguyễn Quang Hồng từ Bắc Kinh về Hà Nội và tình nguyện vào nhận công tác tại trường Đại học Sư phạm Vinh. Năm 1970, Nguyễn Quang Hồng được cử sang Moskva làm nghiên cứu sinh tại trường Đại học tổng hợp Moskva Lomonosov. Cuối năm 1974, ông bảo vệ luận án Phó tiến sĩ tại Viện Đông phương học Liên Xô. Năm 1982, Nguyễn Quang Hồng lại được trở lại trường Đại học tổng hợp Moskva Lomonosov để tiếp tục làm luận án bậc cao hơn. Năm 1985, luận án Tiến sĩ khoa học của ông được Hội đồng chấm luận án của khoa Ngữ văn, Đại học tổng hợp Moskva Lomonosov đánh giá xuất sắc.
Từ năm 1985, ông chuyển công tác ra Viện Nghiên cứu Hán Nôm, giữ chức vụ Phó Viện trưởng giai đoạn 1986-1991, và sau đó nghỉ hưu từ đây.
Ông có học hàm Giáo sư (1991), Phó Giáo sư (1984).

## Sự nghiệp
— Nguyễn Quang Hồng, 
Nguyễn Quang Hồng được giới khoa học xã hội Việt Nam đánh giá là một chuyên gia hàng đầu trong lĩnh vực ngôn ngữ học và nghiên cứu Hán Nôm. Điều đó thể hiện rất rõ qua các cuốn sách chuyên luận như Khái luận văn tự học chữ Nôm (2008), Âm tiết và loại hình ngôn ngữ (2012) và gần đây là bộ Tự điển chữ Nôm dẫn giải đồ sộ nhất từ trước tới nay 
Khái luận văn tự học chữ Nôm là một thành tựu nghiên cứu có bề dày và chiều sâu, có nhiều điều mới mẻ dựa trên cơ sở tích lũy và tổng kết tri thức khắp suốt xưa nay. Với công trình này ông đã được nhận Giải thưởng Nhà nước về Khoa học Công nghệ (lĩnh vực Khoa học xã hội) vào năm 2017.
| “                                  | Khái luận văn tự học chữ Nôm” của GS. Nguyễn Quang Hồng không chỉ là một chuyên luận nghiên cứu nhiều mặt về chữ Nôm, mà qua đó còn xây dựng một hệ thống thuật ngữ cùng hệ thống phương pháp tiếp cận đối tượng, tạo thành một bộ khung lý thuyết, gợi mở cho sự phát triển bộ môn văn tự học ở nước ta. Bên cạnh đó, cuốn sách chứa đựng một khối lượng tư liệu phong phú,được lựa chọn công phu, có giá trị tiêu biểu. | ” |
| — Nhà lý luận văn học Trần Đình Sử | |   |

Tự điển Chữ Nôm dẫn giải gồm hai tập, sưu tầm 9.450 chữ Nôm, trên vốn tư liệu gồm 124 tác phẩm và văn bản khác nhau. Đây là bộ từ điển chữ Nôm được đánh giá đồ sộ, khoa học nhất cho đến nay. Để biên soạn cuốn sách này, tác giả đã tiến hành sưu tầm, phiên âm, khảo cứu, phân loại, mô hình hóa các tác phẩm từ văn bản gốc trong thời gian vài chục năm, trong đó có tới gần 3.000 chữ Nôm tự tạo chưa hề có mặt trong các tự điển và các font chữ Nôm hiện đang sử dụng. Công trình này đã mạng lại cho ông Giải thưởng Hồ Chí Minh về Khoa học Công nghệ (lĩnh vực Khoa học xã hội) năm 2022.
| “                                                       | Bộ từ điển này với những trích dẫn rõ ràng là một mốc quan trọng trong tiến bộ của nghiên cứu chữ Nôm mà nhiều năm sau các học giả vẫn cần tham khảo. | ” |
| — Lee Collins - Chủ tịch hội Bảo tồn Di sản chữ Nôm, Mỹ | |   |

## Tác phẩm chính

### Sách
- Văn khắc Hán Nôm Việt Nam (chủ biên). Nxb. KHXH, H. 1992
- Âm tiết và loại hình ngôn ngữ. Nxb. KHXH. 1994
- Di văn chùa Dâu (chủ biên). Nxb. KHXH. 1996
- Tự điển chữ Nôm (chủ biên). Nxb. Giáo dục, H. 2006
- Khái luận văn tự học chữ Nôm (Nxb Giáo dục, 2008)
- Tự điển chữ Nôm dẫn giải (2 tập, gồm 2323 tr. Nxb KHXH, 2014)

### Tạp chí
- Quốc âm tân tự một phương án chữ Việt ghi âm thế kỉ XIX. Tạp chí Hán Nôm, số 1- 1986
- Di sản Hán Nôm nhìn từ góc độ của khoa học ngữ văn. Tạp chí Hán Nôm, số 2-1987
- Vấn đề niên đại của văn bản Đại Việt sử kí toàn thư, Nội các quan bản. Nghiên cứu Lịch sử, số 5 -1988
- Các phương thức định hình ngôn từ. Tạp chí Ngôn ngữ, số 2 -1990
- Phép phiên thiết trong âm vận học Trung Hoa. Tạp chí Ngôn ngữ, số 4- 1992
- Hiện tượng âm dương đối chuyển trong Hán ngữ và đôi điều liên hệ với Việt ngữ. Tạp chí Ngôn ngữ, số 4- 1994
- Vấn đề đưa chữ Nôm vào kho chữ vuông chung của khu vực. Thông báo Hán Nôm học, Nxb. KHXH, 1996
- Hiện tượng đồng hình giữa chữ Nôm Việt và chữ vuông Choang. Tạp chí Hán Nôm, số 2- 1997
- Tác phẩm chữ Nôm và các kiểu định danh chúng. Thông báo Hán Nôm học. Nxb. KHXH, H. 1998
- Hình bóng chữ Nôm Việt trong chữ vuông Choang. Tạp chí Hán Nôm, số 1- 1999
- Chữ Hán và chữ Nôm với văn hiến cổ điển Việt Nam. Tạp chí Ngôn ngữ & Đời sống, số 5 - 1999
- Bộ thủ không trực tiếp mang nghĩa trong chữ Nôm. Thông báo Hán Nôm học. Nxb. KHXH, H. 1999
- Chữ Nôm, văn hóa cổ truyền và thông tin hiện đại (đồng tác giả). Tạp chí Ngôn ngữ, số 4 - 1999

Nguồn:

## Vinh danh
- Giải thưởng Hồ Chí Minh về Khoa học Công nghệ (lĩnh vực Khoa học xã hội) năm 2022
- Giải thưởng Nhà nước về Khoa học Công nghệ (lĩnh vực Khoa học xã hội) năm 2017
- Giáo sư (1991)

## Gia đình
Vợ ông là bà Phan Diễm Phương, tiến sĩ, nhà nghiên cứu văn học, nguyên cán bộ Viện Văn học thuộc Viện Hàn lâm Khoa học Xã hội Việt Nam.